# Wendy Brown
Wendy Brown (født 28. november 1955) er en amerikansk politisk teoretiker.
Hun er uddannet med en bachelor i økonomi og politik fra UC Santa Cruz, og en master og Ph.D. i politisk filosofi fra Princeton University. Hun har undervist i politisk teori og kritisk teori på UC Berkeley siden 1999.
Brown holder foredrag rundt omkring i verden og har har holdt æresstillinger på en lang række instituter. Hun er kendt for at have etableret nye paradigmer indenfor feministisk teori, med inspiration fra Karl Marx, Friedrich Nietzsche, Max Weber og Michel Foucault.
Brown bor i Berkeley, Californien sammen med sin kone Judith Butler og sin søn.